# دینا گلاور
دِینا گلاوِر (انگلیسی: Dana Glover؛ زادهٔ ۱۴ اکتبر ۱۹۷۴) خواننده و ترانه‌پرداز اهل ایالات متحده آمریکا است که بیشتر به دلیل اجرای ترانه‌های فیلم‌ها شناخته می‌شود.